# كليفورد إي. بروبيكر
كليفورد إي. بروبيكر (بالإنجليزية: Clifford E. Brubaker)‏ هو مهندس أمريكي، ولد في 1938.